# 菅原美希
菅原 美希（すがわら みき、生年不明）は、日本の元女子サッカー選手。元サッカー日本女子代表。現役時代のポジションはミッドフィールダー。

## 来歴
プリマハムFCくノ一、伊賀FCくノ一でプレー。
サッカー日本女子代表では、1998年5月17日、アメリカ合衆国との試合でデビューした。その後、1998年アジア競技大会にも出場した。大会では3試合に出場し、1得点を決めた。代表では通算で7試合に出場し、2得点した。

## 代表歴
- 1998年5月17日 - 日本女子代表初出場 -  アメリカ合衆国戦 (国際親善試合、東京)
- 1998年10月26日 - 日本女子代表初得点 -  韓国戦 (強化試合、韓国・ソウル)

### 出場大会など
- 1998年アジア競技大会（3位）

### 試合数
| 日本代表 | 国際Aマッチ | 国際Aマッチ |
| 年       | 出場        | 得点        |
| -------- | ----------- | ----------- |
| 1998     | 7           | 2           |
| 通算     | 7           | 2           |

- 出典: なでしこジャパン（日本女子代表）試合別出場記録[1]

### 出場
| # | 開催日         | 開催地   | 会場                               | 相手                   | 結果 | 監督   | 大会         |
| - | -------------- | -------- | ---------------------------------- | ---------------------- | ---- | ------ | ------------ |
| 1 | 1998年05月17日 | 東京都   | 国立霞ヶ丘競技場陸上競技場         | アメリカ合衆国         | ●1-2 | 宮内聡 | キリンカップ |
| 2 | 1998年05月21日 | 兵庫県   | 神戸総合運動公園ユニバー記念競技場 | アメリカ合衆国         | ●0-2 | 宮内聡 | キリンカップ |
| 3 | 1998年05月24日 | 神奈川県 | 横浜国際総合競技場                 | アメリカ合衆国         | ●0-3 | 宮内聡 | キリンカップ |
| 4 | 1998年10月26日 | ソウル   |                                    | 韓国                   | △1-1 | 宮内聡 | 国際親善試合 |
| 5 | 1998年12月08日 | バンコク |                                    | タイ                   | ○6-0 | 宮内聡 | アジア大会   |
| 6 | 1998年12月10日 | バンコク |                                    | 朝鮮民主主義人民共和国 | ●2-3 | 宮内聡 | アジア大会   |
| 7 | 1998年12月12日 | バンコク |                                    | ベトナム               | ○8-0 | 宮内聡 | アジア大会   |

### ゴール
| # | 開催年月日     | 開催地   | 対戦国   | 勝敗  | 試合概要             |
| - | -------------- | -------- | -------- | ----- | -------------------- |
| 1 | 1998年10月26日 | ソウル   | 韓国     | △ 1-1 | 強化試合             |
| 2 | 1998年12月12日 | バンコク | ベトナム | ○ 8-0 | 1998年アジア競技大会 |